# Josip Miškatović
Josip Miškatović (Cernik, 1836. március 6. – Zágráb, 1890. október 2.) horvát publicista és politikus.

## Életpályája
Bölcsészeti és teológiai tanulmányait Zágrábban végezte. 1859-ben helyettes tanári állást kapott az eszéki gimnáziumban, majd hasonló minőségben került a zágrábi gimnáziumhoz. Publicisztikai tevékenysége magára vonta a figyelmet, miért is tagja lett az 1861-es horvát tartománygyűlésnek. Úgy ott, mint a sajtóban élénken küzdött Schmerling a birodalmat egységesíteni törekvő rendszere ellen, emiatt 1863-ban elbocsátották a gimnáziumtól. Erre Németországba utazott és ott Strossmayer római katolikus püspök költségén a bonni és berlini egyetemeken előadásokat hallgatott. 1865-ben ismét képviselő lett, s átvette a Pozor szerkesztését, mely lap Rauch bárónak bánná való kineveztetése után elnyomatott. Pártja ekkor Bécsben indítván lapot, 1868-ban Miškatović is oda költözött, majd a határőrvidékre ment, ahol a Zatocnik lapot szerkesztette; a bán által ellene indított sajtópert megnyerte. Bedekovic Kálmánnak bánná való kineveztetése után lapjával Zágrábba költözött, s miután Lónyay gróf és Szlávy József miniszterelnöksége alatt pártjával a megegyezés létrejött és Mažuranić bánná kineveztetett, vezérszerepe lett Horvátország politikai életében, melyet mind haláláig megtartott a különféle báni válságok dacára. Élete utolsó éveiben horvát országos levéltárnok volt, a magyar és horvát országgyűlések tagja, a magyar-horvát regnikoláris bizottságnak előadója, a delegáció tagja stb. Horvátország legelső publicistája volt és horvát nyelvű prózája máig felülmúlhatatlan.